# Giorgio Tino
Giorgio Tino (Avellino, 1947) è stato vicepresidente di Equitalia Gerit e Direttore generale dell'Amministrazione Autonoma dei Monopoli di Stato (AAMS)..

## Biografia
Nel 1971 si laurea in giurisprudenza all'Università di Napoli. Nello stesso anno inizia la carriera nell'Amministrazione finanziaria.
Durante la presidenza italiana della CEE è nominato direttore generale presso gli Affari Esteri e successivamente Presidente della Commissione incaricata di predisporre regolamenti e modulistica per semplificare la denuncia delle tasse di lavoratori dipendenti e pensionati con l'introduzione dell'innovativo modello 730.
Nel 1994 è designato capo progetto di un sistema integrato (pianificazione strategica, programmazione operativa e controllo di gestione) di tutte le attività del ministero delle Finanze, prima di essere chiamato alla Presidenza del nuovo Servizio per il controllo interno (S.In.Co.).
Dal 1997, in rapida successione, è Vice direttore generale delle Dogane e Imposte Indirette, Direttore generale del personale, Segretario generale presso il ministero delle Finanze e capo del nuovo dipartimento per le politiche fiscali.
Nel luglio 2002, il Ministro dell'Economia e delle Finanze, Giulio Tremonti, lo chiama a guidare i nuovi Monopoli di Stato, dove Tino imposta la gestione unitaria del mercato dei giochi, concorsi e scommesse. Anche nel settore dei tabacchi l'azione di Tino non è meno incisiva, se si pensa che gli aumenti intervenuti, negli anni 2002 e 2003, per i prezzi delle sigarette sono stati decisi spontaneamente dai produttori con la conseguenza che non si è reso necessario alcun intervento pubblico sulla fiscalità delle stesse sigarette.
Dal 29 ottobre 2009 è divenuto vicepresidente di Equitalia Gerit e presidente di Equitalia Veneto.
Il 17 febbraio 2012 è stato condannato dalla Corte dei conti per danno erariale, con una sanzione di 4,8 milioni di euro, nel caso riguardante l'evasione fiscale delle slot-machine. In seguito, è stato assolto da tutte le accuse.

## Vita privata
Nipote di Antonio Maccanico., è sposato dal 2007 con Anna Maria Barbarito. Vive con lei e il figlio Francesco, avuto dalla Barbarito da un precedente matrimonio. Dal 2023 quest'ultimo vive e lavora a Milano.